# Vincent-Léopold Thénot
Vincent Léopold Thénot (Bordeaux, 11 août 1838-Paris, 17 décembre 1889) est un artiste bordelais, paysagiste et décorateur, ayant exercé l'essentiel de son activité à Bordeaux et dans sa région, à Paris, en Touraine, en Belgique et en Hollande.

## Biographie
Vincent Léopold Thénot, fils de Louis Robert Thénot, sellier, et de Marie Filleau, est né à Bordeaux le 11 août 1838.
Il fait des études de dessin à l'école municipale de peinture de Bordeaux sous la direction de Jean-Paul Alaux dit Gentil (1788-1858) et Pierre Émile Bernede (1820-?) et fut élève d'Alphonse Carrière (1808-?).
Il se marie avec Marie Madeleine Piton.
Léopold Thénot exerce l'essentiel de sa carrière de peintre décorateur en habitant à Bordeaux, y forme quelques élèves tels Louis-Alexandre Cabié (1853-1939), Alphonse Carmé, Edmond Fontan (1854-1929), Jean-Baptiste Antoine Gustave Labat (1824-1917) et Jules Prévot avant de s'installer à Paris en 1882.
Léopold Thénot meurt au 64 rue de Clignancourt à Paris (18e) le 17 décembre 1889 à l'âge de 51 ans, laissant une veuve de 40 ans.

## Œuvre
De 1860 à 1870, il est peintre du théâtre français de Bordeaux, puis du théâtre Louit en 1870 en collaboration avec Jules Salesse. En 1873, il peint le plafond de figures du salon de Marc Maurel à Bordeaux.
En 1876, il réalise les décors de la Biche au bois pour le Grand-Théâtre de Bordeaux en collaboration avec Ernest Betton (1834-1892). En 1879, toujours avec Ernest Betton, il décore l’Alhambra de Bordeaux ; la même année, mais cette fois seul, il réalise la salle du tribunal de commerce de Bordeaux.
Il quitte le théâtre en 1879 pour s'orienter vers des peintures de paysages et des décorations d'appartements. Il s’adonne ainsi aux peintures imitant les Gobelins. Ses principaux travaux dans ce genre se trouvent :
- au château Beaucaillou à St Julien (Médoc), propriété de Nathaniel Johnston,
- dans les salons de Nathaniel Johnston, de M. Sorbé à Bordeaux,
- dans les salons d'Arthur Johnston, vers 1882, au château de Mesnes en Touraine à Mareuil-sur-Cher (Loir-et-Cher) où la décoration s'inspire, en 6 panneaux, des singeries du début du XVIIIe siècle,
- dans les salons du prince de Wagram et du marquis de Lalande à Paris.

Après son installation à Paris, il fait les décorations du café de Madrid en 1885.
On fait aussi appel à lui à l'étranger. C'est ainsi qu'il est l’auteur des décorations des casinos de Blankenberge et d’Ostende (Belgique) et qu'il peint le plafond de figures, les foyers et le rideau d’avant-scène du théâtre de Rotterdam, en collaboration avec le décorateur Marqué, de Bruxelles.
Parallèlement à cette activité de décorateur, Léopold Thénot n'oublie pas qu'il est aussi peintre de paysages et de sujets animaliers. On retrouve une de ses œuvres Pointe de l'Aiguillon à Arcachon (Matinée de septembre) (89 x 174 cm) qui avait figuré au salon de Paris en 1880, acheté en 1883 par la ville de Pau pour son musée des Beaux-arts.
Le musée de Bordeaux fait l'acquisition d'une peinture sur carton Pivoines (45 x 31 cm) en 1890.
En 2007, vente d'un tableau à Berne : Paysage à la rivière, huile sur toile (27 x 46 cm). En 2015, vente d'un tableau à la Galerie Nord de Lille : Le Cerf, huile sur panneau vers 1870 (45 x 32 cm).